# Asia Times
Asia Times (Chinees: 亞洲時報), voorheen bekend als Asia Times Online, is een in Hongkong gevestigde Engelstalige uitgeversgroep van nieuwsmedia die vanuit een Aziatisch perspectief verslag doet van politiek, economie, zaken en cultuur. Asia Times publiceert in het Engels en het Chinees.
De website in Hong Kong is een directe afstammeling van de gedrukte krant in Bangkok die in 1995 werd gelanceerd en medio 1997 werd gesloten. Begin 1999
werd Asia Times Online opgericht als opvolger. De site werd opnieuw gelanceerd in oktober 2016, en nogmaals in februari 2019.